# Nasia Dimitrova
Nasia Dimitrova (bulgariska: Нася Димитрова), född 8 november 1992 i Jambol i Bulgarien, är en volleybollspelare (center). Dimitrova har spelat med Bulgariens landslag och deltagit i bland annat VM 2018 och 2022.